# Chris Corning
Chris Corning (Silverthorne, 7 settembre 1999) è uno snowboarder statunitense.

## Biografia
In Coppa del Mondo di snowboard ha esordito il 27 febbraio 2015 a Park City (31º) e ha ottenuto la prima vittoria, nonché primo podio, il 22 agosto 2015 a Cardrona. Ha vinto le sue prime medaglie iridate a Sierra Nevada 2017, con un argento nel big air e un bronzo nello slopestyle.
Ha partecipato alle Olimpiadi di Pyeongchang 2018 non riuscendo a superare le qualificazioni dello slopestyle, mentre nella gara olimpica inaugurale di big air è arrivato al quarto posto dietro il britannico Billy Morgan medaglia di bronzo. Ai campionati mondiali di Park City 2019 ha vinto la medaglia d'oro nello slopestyle, e a quelli di Bakuriani 2023 il bronzo nello slopestyle.

## Palmarès

### Mondiali
- 4 medaglie:
  - 1 oro (slopestyle a Park City 2019)
  - 1 argento (big air a Sierra Nevada 2017)
  - 2 bronzi (slopestyle a Sierra Nevada 2017; slopestyle a Bakuriani 2023)

### Winter X Games
- 1 medaglia:
  - 1 bronzo (big air a Fornebu 2018)

### Mondiali juniores
- 3 medaglie:
  - 3 ori (slopestyle, big air ad Alpe di Siusi 2016; slopestyle a Špindlerův Mlýn 2017)

### Coppa del Mondo
- Vincitore della Coppa del Mondo di freestyle nel 2018 e nel 2019
- Vincitore della Coppa del Mondo di slopestyle nel 2016, nel 2018 e nel 2019
- Vincitore della Coppa del Mondo di big air nel 2018 e nel 2020
- 18 podi:
  - 8 vittorie
  - 6 secondi posti
  - 4 terzi posti

#### Coppa del Mondo - vittorie
| Data             | Luogo           | Paese         | Disciplina |
| ---------------- | --------------- | ------------- | ---------- |
| 22 agosto 2015   | Cardrona        | Nuova Zelanda | SBS        |
| 25 marzo 2017    | Špindlerův Mlýn | Rep. Ceca     | SBS        |
| 11 novembre 2017 | Milano          | Italia        | BA         |
| 17 marzo 2018    | Alpe di Siusi   | Italia        | SBS        |
| 8 settembre 2018 | Cardrona        | Nuova Zelanda | BA         |
| 18 gennaio 2019  | Laax            | Svizzera      | BA         |
| 24 agosto 2019   | Cardrona        | Nuova Zelanda | BA         |
| 20 dicembre 2019 | Atlanta         | Stati Uniti   | BA         |

Legenda:

SBS = Slopestyle

BA = Big air